# Rocky és Bakacsin kalandjai (televíziós sorozat)
A Rocky és Bakacsin kalandjai (eredeti cím: The Adventures of Rocky and Bullwinkle and Friends vagy The Rocky and Bullwinkle Show, korábban Rocky & His Friends és The Bullwinkle Show) 1959-től 1964-ig futott amerikai televíziós rajzfilmsorozat, amelynek alkotói Jay Ward és Alex Anderson. Magyarországon 1998 és 2000 között a TV2 mutatta be, 2013-ban azonban az újraszinkronizált változatát az M2 mutatta be. A sorozatban több kisfilm van, amelyben különböző szereplők vannak. A két főszereplő Rocky, a repülő mókus és barátja Bakacsin, a szarvas. 2000-ben egész estés film is készült belőle.

## Történetlista

### 1. évad
1. Rakétaüzemanyag (40 epizód): 
Rocky és Bakacsin feltalál egy új rakéta-üzemanyagot. Borisz Rosszalkov és Natasa Fatale, a két kém igyekszik megszerezni a receptet, amire Bakacsin sem emlékszik. Később két holdlakó (hogy megelőzzön egy háborút) meg akarja akadályozni, hogy a földiek rakétaüzemanyagot gyártsanak. Bakacsin rájön, hogy már csak szarvasbogyó hiányzik az üzemanyaghoz.  Hőseink Fagyasztlakba indulnak szarvasbogyóért. Repülőgépet bérelnek Borisztól, ahol rájönnek, hogy csapdába csalták őket. Hőseink repülőgépe egy fán landol. Bakacsin egy fürdő árán megszerzi az utolsó szarvasbogyóbokrot, de Borisz és Natasa ellopják tőle. Rocky és Bakacsin egy fenyőfát használva árbócnak Washington felé veszik az irányt. Előttük Borisz és Natasa szintén evez. Országos verseny alakul ki. A hősök kenuja nem éli túl a találkozást a fűrészteleppel. Borisz és Natasa menekülnek a szarvasbogyóbokorral. A négy szereplő ugyanazon hajón igyekeznek eljutni Ezerbajdzsánba, ahol még talán van szarvasbogyóbokor. Bakacsinnal nem akar a Csámli bácsinak álcázott szarvasbogyóbokor beszélgetni. Borisz ismét igyekszik megszabadulni hőseinktől, egy lyukas csónakba menekíti őket. Hőseink és a Csámli bácsinak álcázott szarvasbogyóbokor visszajutnak a hajóra, ám a Kopóka kapitány által vezetett hajó eltévedt a tengeren...
2. Doboztető-robbanás (12 epizód): 
Rocky és Bakacsin doboztetőhamisítókat akar elfogni. Országosan elértéktelenedik a doboztető. Rocky és Bakacsin a Világ Gazdasági Tanácsával együtt tovább keresi a doboztető-hamisítókat. Bakacsin a toronyóra rabja lesz. A bátor Rocky kimenti az óratoronyban rekedt Bakacsint. A két jóbarát sikeresen landol a lifttel. Borisz és Natasa hamis doboztetőket szeretnének kicsempészni az országból...

### 2. évad
3. Felnyom-elem (36 epizód): 
Bakacsin bányát örököl, és elmegy Rockyval megkeresni. A bányában lebegő felnyom-elemek vannak. Rocky és Bakacsin rájönnek, hogy a limuzin foglyai lettek, de sikerül kiszabadulniuk. Ám a sivatagi hőség nagyon megviseli Bakacsint. Borisz és Natasa igyekszik megelőzni hőseinket. Bakacsin találkozik egy vízhordóval a sivatag közepén, aki csak a bánya tulajdonjogát szeretné cserébe a vízért. Egy repülőgép csapdába ejti Rockyt és Bakacsint, amelyről kiderül, hogy a hóbortos Kopóka kapitány vezeti. Borisz megtalálja Kopóka iratait, utána sejknek öltözve egy sátorba tereli Rockyt és Bakacsint, hogy megszerezze a bánya tulajdonlevelét. Hőseink a sivatagban ragadtak, de szerencséjükre elhaladt mellettük egy vonat. Rocky utána repült, eközben Borisz azon fáradozott, hogyan téríthetné el eredeti útvonalától a vonatot...
4. Fémrágcsálók (16 epizód):
Rockynak és Bakacsinnak meg kell mentenie az USA-t a fémegerektől, amik megeszik a tévéantennákat. Bakacsin az éjszakai őrködés alatt találkozott egy kétméteres fémegérrel. Rocky csapdát eszel ki a kétméteres fémegérnek, de beszorul a Zordon ház ablakába. Rockyt és Bakacsint üldözi a kétméteres fémegér, akinek a vezetője nem mást mint Borisz Rosszalkov. Hőseink kicselezték a fémegereket, miközben Borisz újabb egércsapatokat szervez. Rocky-t és Bakacsint a holdlények mentik meg, ám Borisz elengedi a fémegér hadsereget...
5. Greenpernt Oogle madara (12 epizód):
Titokzatos rablók elrabolták Bakacsint az Oogle madár helyettesítésére.
6. Fél Britannia (8 epizód):
Anglia leggazdagabb embere a vagyonát az új grófra hagyja, aki nem más, mint Bakacsin.
7. Az elásott kincs (14 epizód):
A Fagyasztlaki Napi Gagyi újság egy kincskereső játékkal szeretné megemelni alacsony példányszámát. Ezt kihasználva Borisz álnéven, 3 tagú bandájával ki akarja rabolni a bankot.
8. Az utolsó dühös szarvas (4 epizód):
Bakacsin azt hiszi magáról, hogy szívdöglesztően jóképű, és színész akar lenni. Ezt használja ki Borisz és Natasa, hogy megszerezzék Bakacsin pénzét.
9. Norbi Dik, a bálna (14 epizód):
Norbi Dik, a bálna fenyegetést jelent minden hajó számára. Ezért Rocky és Bakacsin Kopóka kapitánnyal együtt elindul levadászni az óriási bálnát.

### 3. évad
10. A három muskétás-szarvas (8 epizód):
Franszoá Villong erőszakkal átveszi a hatalmat féltestvérétől, a jóságos Csigavér királytól. Bakacsin lesz a három testőr egyike, akik ki akarják szabadítani a jóságos királyt.
11. Lusta Mór rancsa (18 epizód):
Bakacsin imádja a westernfilmeket és cowboy akar lenni. Rocky és Bakacsin vett egy farmot Indiánbokában. Kiderül, hogy ők végül is egy kukacfarmot vettek. Borisz és Natasa meg akarja szerezni Bakacsinék farmját.
12. A hagyományos Missouri mészárlás (26 epizód):
Rocky és Bakacsin megérkeztek a missouri kisvároskába, de nem túl kedvesek voltak az emberek, ezért mészárlás folyik. (???)
13. A kizökkent világ (14 epizód):
Fagyasztlakban minden időjárás-jelentés eltűnt. Kopóka kapitány egy titkos helyre viteti Rockyt és Bakacsint, hogy kiderítsék, mitől változik az időjárás. Kiderül, hogy a Föld megfordul, és az Északi-sark (most a Nyugati-sark) délre tart. Az egyetlen remény, ha elolvasztják.

### 4. évad
14. A párizsi festményrablás (6 epizód):
Boriszék 10 híres festményt lopnak el egy francia művészeti galériából. Bakacsin kitapétázta a csirkeólat a lopott festményekkel.
15. Avalon puskái (4 epizód):
Avalon fegyvereit el kell hallgattatni, és Bakacsin önként jelentkezik a feladatra. Rocky és Bakacsin Gibraltáron, egy börtönben köt ki.
16. Montezuma elveszett kincse (8 epizód):
Boris egy csónakban evezve néz egy térképet, hogy megtudja, hol van Montezuma elveszett kincse. Bakacsin és Borisz megpróbálta kihúzni a Fürdő-tó dugóját, mert a tó alján egy vízálló ládában rejlik Montezuma kincse.
17. A Süsü-gáz támadása (8 epizód):
Amerika duplakupolás tudományos intézetében a világ legokosabb tudósai egyre butábbak lesznek. A kormány Bakacsint bízza meg a nyomozással, közben Rettegett Vezér visszatér. Kopóka kapitány is egyre gügyébb lesz, miközben kiderül, hogy ismét Borisz Rosszalkov keze van a dologban.
18. Banán formula (12 epizód): 
Dr. Bermuda megalkotta a hangtalan robbanóanyagot, a Tente bombát. Borisz ellopta a Tente bomba receptjét, elrejtette egy banánba, de Bakacsin megette.

### 5. évad
19. Félnótás fivérek cirkusza (10 epizód):
Fagyasztlakba cirkusz érkezik, amire Rocky és Bakacsin kap két ingyenjegyet. A cirkuszban Rosszalka, az oroszlánszelídítő elengedte vad oroszlánját.
20. Soksár (6 epizód):
Mexikóban, Soksár városában börtönbe zárták Gvadalupe Rodrigezt, aki bosszút forralt. Zéróként riogatja éjszaka a városban azokat, akik nem tudnak aludni.
21. Az emberevő virág (6 epizód):
Fagyasztlakban nagy az izgalom: az éves virágkarnevál versenyére lehet jelentkezni. Bakacsin nyertes virága megbokrosodott és kiderült róla, hogy emberevő.
22. Szarvasisztán (4 epizód):
Boriszék egy gonoszságversenyt rendeznek, amin félreértésből Bakacsin is indul. Rockyval Washingtonba utazik, hogy állami rangot kérjen Szarvasisztánnak.
23. A rubin jacht (6 epizód):
Fagyasztlakban a legfontosabb esemény a Flottilla Fesztivál, amin Bakacsin is elindult hajójával. A fagyasztlaki újság címlapján is megjelent, hogy Bakacsin megtalálta az elveszett rubin jachtot, amit többen szeretnének megszerezni tőle.
24. Bakacsin ajánlólevele (6 epizód):
Télen Fagyasztlakot teljesen beteríti a hó, ahol Bakacsin ássa ki a lakosokat. Rocky és Bakacsin Shanghai-ba utazik az ing után egy kínai mosodába.
25. Az időjós hölgy (6 epizód):
Fagyasztlakban a kiszámíthatatlan időjárás miatt egy időjárás-előrejelző szőke női kártyagépet állítottak fel. Borisz és Natasa a pókeren nyert pénzből gőzhajót vett, ahol kaszinót nyitottak.
26. Tetű a 92. utcán (6 epizód):
Rocky naplót vezet Bakacsin hőstetteiről, mert ő a példaképe, közben megismerjük Borisz példaképét is. Bakacsin beszállt Sebhelyes Orrú rabló kocsijába, így ő az egyetlen, aki tanúskodhat ellene.
27. Miagáz (12 epizód):
Bakacsin futballjátékos lett a Miagáz Egyetem csapatában.  Borisz meg akarja akadályozni, hogy a Miagáz Egyetem csapata megnyerje a bajnokságot. A Miagáz Egyetem új ellenfelet kap: a Sárvárosi Mángorlók csapatát Rettegett vezér képezi ki.
28. Szarvasisztán megmentése (4 epizód):
Az emberek dolgokat küldenek Szarvasisztánba, amiket Borisz is meg akar szerezni. A sok cucctól süllyedni kezd a sziget.

## A kisfilmek listája és tartalma
- Rocky és Bakacsin kalandjai: Bakacsin, a szarvas (326 történet): Rockynál és Bakacsinnál mindig van olyan dolog, ami a két kémnek, Borisz Rosszalkovnak és feleségének Natasának kell, de soha nem tudják elvenni ezeket. Egy epizódban kétszer szerepel. A történetek folytonságosak.
- Peabody sajátos történelem leckéi/Peabody valószínűtlen történelme (91 történet): Egy tudós kutya, Mr. Peabody az örökbefogadott fiával, Shermannal egy időgép segítségével bejárja a múltat.
- Szárnyaszegett tündérmesék/Kettébe tört tündérmesék (91 történet): Klasszikus mesék paródiái.
- Jólvan Jenő, a lovascsendőr/Derék Dudley (39 történet): Derék Dudli szembeszáll legfőbb ellenségével, Oktondi Ostorszíjjal és a gonoszokkal, és megmenti az embereket.
- Ezópusz és fia (39 történet): Ezópusz elmeséli a fiának az állatmeséket. Ezeket a készítők szintén kiparodizálták.
- Mindentudó úr (50 történet): Bakacsin megtanít sok mindenre, ami nem elég jól sül el.
- Verses percek (39 történet): Bakacsin verset mond, némi bakizásokkal.
- Rocky és Bakacsin rajongói klub (9 történet + Borisz rajongói klub)

## Szereplők
| Szereplő                                                         | Eredeti hang              | Magyar hang                    | Magyar hang                    |
| Szereplő                                                         | Eredeti hang              | 1. magyar változat (1998-1999) | 2. magyar változat (2013-2014) |
| ---------------------------------------------------------------- | ------------------------- | ------------------------------ | ------------------------------ |
| Rocky                                                            | June Foray                | Szokol Péter                   | Szabó Zselyke                  |
| Bakacsin                                                         | Bill Scott                | Várkonyi András                | Gubányi György István          |
| Borisz Rosszalkov                                                | Paul Frees                | Lázár Sándor                   | Bolla Róbert                   |
| Natasa Fatale                                                    | June Foray                | Bokor Ildikó                   | Bodor Erzsébet                 |
| Rettegett vezér                                                  | Bill Scott                | –                              | Élő Balázs Papucsek Vilmos     |
| Mr. Big                                                          | Bill Scott                | ?                              | Maday Gábor                    |
| Kopóka "Péter" Kapitány                                          | Paul Frees                | –                              | ?                              |
| Gidney                                                           | Bill Scott                | ?                              | ?                              |
| Cloyd                                                            | Paul Fress                | Rosta Sándor                   | ?                              |
| Mr. Peabody                                                      | Bill Scott                | Lippai László                  | Kapácsy Miklós                 |
| Sherman                                                          | Walter Tetley             | Stukovszky Tamás               | Bogdán Gergő                   |
| Jólvan Jenő / Derék Dudley                                       | Bill Scott                | Seszták Szabolcs               | Potocsny Andor                 |
| Ezópusz fia                                                      | Daws Butler               | Seszták Szabolcs               | Maday Gábor                    |
| Nell Fenwick                                                     | June Foray                | ?                              | Turóczi Izabell                |
| Oktondi Ostorszíj                                                | Hans Conried              | ?                              | Seder Gábor                    |
| Fenwick felügyelő                                                | Paul Frees                | Uri István                     | Honti Molnár Gábor             |
| Ezópusz                                                          | Charlie Ruggles           | Uri István                     | Seder Gábor                    |
| Narrátor (Rocky és Bakacsin)                                     | William Conrad            | Papp János                     | Mihályi Győző                  |
| Narrátor (Jólvan Jenő / Derék Dudli)                             | Paul Frees William Conrad | Kautzky Armand                 | Mihályi Győző                  |
| Narrátor (Szárnyaszegett tündérmesék / Kettébe tört tündérmesék) | Edward Everett Horton     | Kautzky Armand                 | Seder Gábor                    |
| Felolvasó                                                        | -                         | Papp János                     | Endrédi Máté                   |

- További magyar hangok (1. szinkronban): Némedi Mari, Seszták Szabolcs, Uri István, ?
- További magyar hangok (2. szinkronban): Élő Balázs, Hegedűs Miklós, Honti Molnár Gábor, Kapácsy Miklós, Maday Gábor, Papucsek Vilmos, Szkárosi Márk, Turóczi Izabell, Végh Ferenc

A 2013-as magyar változat munkatársai:
- Magyar szöveg: Borsos Dávid, Torda Balázs, Szűcs Zsuzsanna
- Szerkesztő: Vincze Szabina
- Vágó: Vörös Andor
- Hangmérnök: Nikodém Norbert
- Szinkronrendező: Pelle Ágnes, Koffler Gizi
- Produkciós vezető: Gömöri V. István

A szinkron az MTVA megbízásából a Proton Studióban készült 2013-ban.

## Szereplők és jellemzőik
- Rocky – Egy repülő mókus, Bakacsin barátja.
- Bakacsin – Egy szarvas, Rocky barátja. Nem túl éles eszű, de annál jobb szívű.
- Mr. Peabody – Egy tudós kutya aki fogadott fiával Shermannal beutazza a múltat.
- Sherman – Mr. Peabody fogadott fia, aki nevelőapjával beutazza a múltat.
- Derék Dudley (a sorozatban ejtsd: Dudli, a mozifilmben: Dádli) – Egy seriff aki megmenti az embereket a gonoszoktól.
- Borisz Rosszalkov – Egy kém, Rocky és Bakacsin ellensége.
- Natasa Fatale – Egy kém, Borisz Rosszalkov felesége.
- Rettegett vezér – Borisz és Natasa felettese, Ezerbajdzsán vezetője.
- Mr. Big – Borisz Rosszalkov és Natasa másik felettese, nevével ellentétben nagyon kicsi.
- Oktondi Ostorszíj – A Derék Dudli gonosztevője. Mindig valami gonoszat tervez, de Dudli megállítja, viszont sosem kapják el.
- Fenwick felügyelő – Derék Dudli felettese. Ő adja ki parancsba Dudleynak, hogy kapja el Oktondi Ostorszíjat.
- Nell Fenwick – Fenwick felügyelő lánya.

## Feldolgozások
- Boris és Natasha, egy élőszereplős film főszereplője a két kémet állították elő 1992-ben. Ebben a filmben nem szerepelt Rocky és Bakacsin, de a karakterek a Toots és Harve azonosíthatók "Szarvas" és "Mókus" egy ponton a filmben. A film eredetileg meg is jelent a mozikban.
- Rocky és Bakacsin kalandjai című 2000-es élőszereplős mozifilm, melynek főszereplője Rocky és Bakacsin, akik éppen CGI animációval kelt életre. Az eredeti rajzfilmsorozathoz hasonló szinkronhangok kölcsönözték a két figura hangját, azaz Rocky-t June Foray szinkronizálta, Bakacsint pedig Keith Scott. Az élőszereplős karaktereket Robert De Niro (Rettegett Vezér), Jason Alexander (Borisz) és Renee Russo (Natasa) alakította.
- Derék Dudley, egy 1999-es élőszereplős film, melyben a főszereplőt Brendan Fraser alakítja Sarah Jessica Parker és Alfred Molina mellett.
- Egy rövid Rocky és Bakacsin animációs filmet készít a DreamWorks Animation Rocky és Bakacsin új kalandja címmel, melynek rendezője Gary Trousdale (aki a Szépség és a Szörnyeteg című Disney rajzfilm társrendezője) jegyzi. A rövidfilm eredetileg a mozikban Mr. Peabody és Sherman kalandjai előtt lett volna látható, de sajnos már a film Blu-Ray 3D kiadványában jelent meg.
- Mr. Peabody és Sherman kalandjai egy 2014-es animációs film, mely a rajzfilmsorozat Peabody sajátos történelem leckéi vagy Peabody valószínűtlen történelme című szegmens szereplőinek filmje is a Dreamworks Animation jóvoltából.
- Rocky és Bakacsin kalandjai a sorozat 2018-as remake-je, más animációs kinézettel.

## Fordítás
- Ez a szócikk részben vagy egészben a The Rocky and Bullwinkle Show című angol Wikipédia-szócikk ezen változatának fordításán alapul.  Az eredeti cikk szerkesztőit annak laptörténete sorolja fel. Ez a jelzés csupán a megfogalmazás eredetét és a szerzői jogokat jelzi, nem szolgál a cikkben szereplő információk forrásmegjelöléseként.